# Phyllophaga batillifer
Phyllophaga batillifer är en skalbaggsart som beskrevs av Bates 1888. Phyllophaga batillifer ingår i släktet Phyllophaga och familjen Melolonthidae. Inga underarter finns listade i Catalogue of Life.